# اسکوئردینیا (بازیکن فوتبال، زاده ۲۰۰۶)
اسکوئردینیا (انگلیسی: Esquerdinha؛ زادهٔ ۲۸ فوریهٔ ۲۰۰۶) بازیکن فوتبال اهل برزیل است که در حال حاضر برای باشگاه فوتبال فلومیننزه بازی می‌کند. 
وی همچنین در تیم ملی فوتبال زیر ۱۷ سال برزیل بازی کرده است.